# Хат-Ката
7°49′13″ пн. ш. 98°17′52″ сх. д. / 7.820377° пн. ш. 98.297865° сх. д.

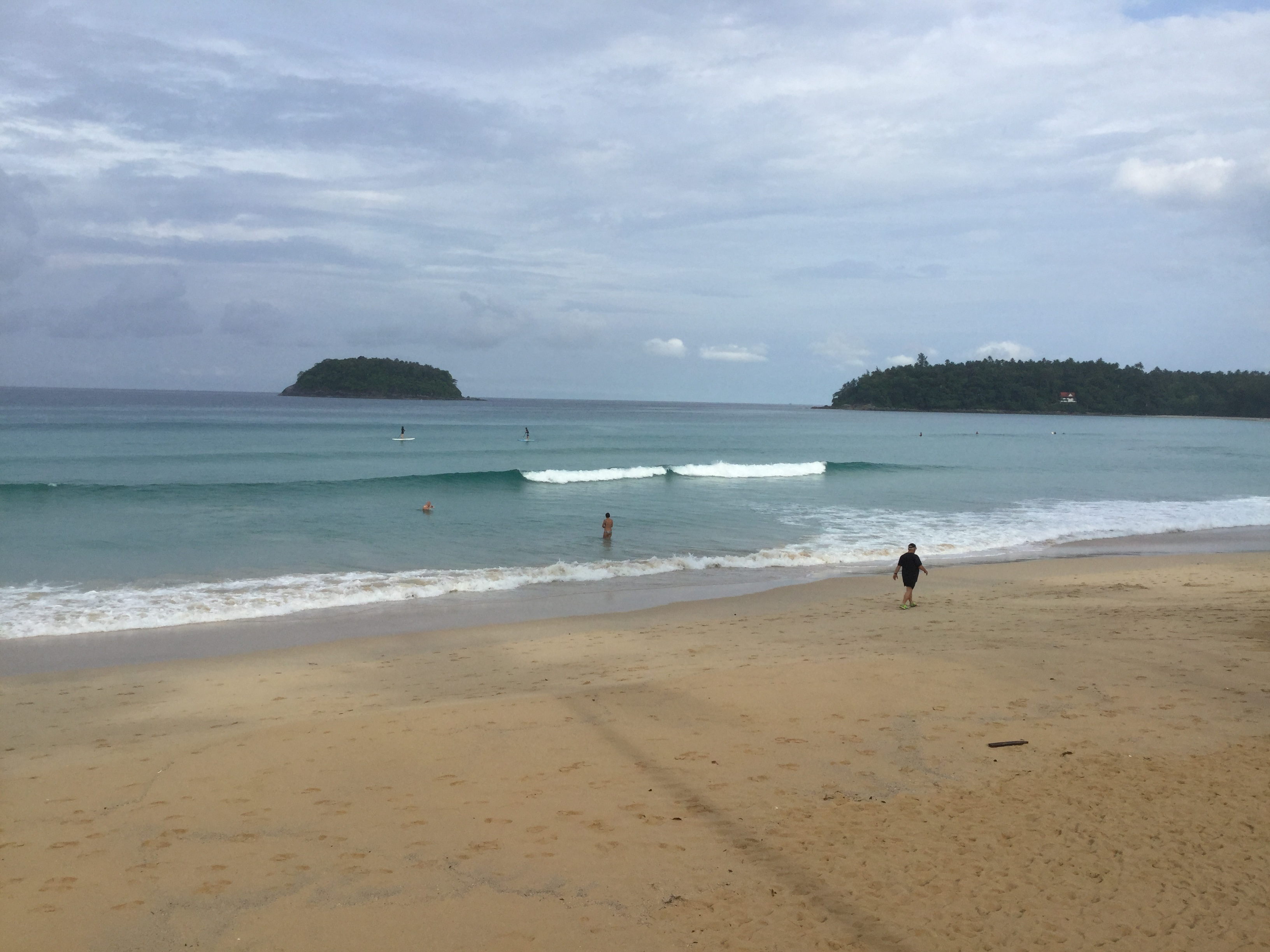
Пляж Ката

Хат Ката (тай. หาดกะตะ, транслітерація: хат Ката, букв. переклад: пляж Ката) — пляж, який простягається на 1,5 кілометри на західному узбережжі острова Пхукет у Таїланді. Це туристичне місце з багатьма готелями та ресторанами біля пляжу.

## Географія
Хат-Ката розташований приблизно за 17 км від міста Пхукет. Він виходить до Андаманського моря. Північна половина пляжу відома як Хат-Ката-Яй, а південна половина як Хат-Ката-Ной.

## Події
Серфінг є популярним видом діяльності в Хат-Каті під час сезону дощів, і щорічно у вересні тут проводять змагання з серфінгу на Пхукеті.
Тижнева пхукетська регата «Кубок короля» є однією з найбільших і найпопулярніших регат в Азії.